# Elitizam
Elitizam je naziv koji se koristi za ideologije, pokrete i praksu temeljenu na uvjerenju da odlučivanje, upravljanje ili vlast u nekom društvu, organizaciji ili državi mora biti ograničeno isključivo na pripadnike njegove elite, odnosno pojedince koji se od njenih "običnih" pripadnika ističu po porijeklu, materijalnom bogatstvu, obrazovanju, fizičkim ili mentalnim sposobnostima. 
Elitizam se opravdava tvrdnjom, da "običan narod" nema intelektualne ili moralne kvalitete, odnosno financijsku nezavisnost, koje bi mu omogućile da donosi odluke od općeg dobra, odnosno da se na njegovo rasuđivanje može utjecati potkupljivanjem kratkoročnim zadovoljavanjem potrebama ili podilaženjem predrasudama. Elitizam se često navodi kao suprotnost populizmu.
Za ljudska društva kroz pisanu povijest karakteristično je, da su u pravilu bila elitistička, odnosno ustrojena kao autokracije i oligarhije, gdje je ograničen broj pojedinaca, najčešće iz redova vladajuće klase, imao institucionalni monopol političkog djelovanja. Elitizam s uvođenjem demokracije dobiva negativne konotacije, ali i nove oblike kao što je tehnokracija. 